# ريتشموند فورسون
ريتشموند فورسون (بالفرنسية: Richmond Forson)‏ (مواليد 23 مايو 1980) هو لاعب كرة قدم. يلعب مع منتخب توغو لكرة القدم. سبق له أن لعب في كأس العالم لكرة القدم مع منتخب بلاده.

## روابط خارجية
- ريتشموند فورسون على موقع الاتحاد الدولي (مؤرشف)  (الإنجليزية)
- ريتشموند فورسون على موقع قاعدة بيانات كرة القدم.إي يو (الإنجليزية)
- ريتشموند فورسون على موقع ليكيب (الفرنسية)
- ريتشموند فورسون على موقع ناشيونال فوتبول تيمز (الإنجليزية)
- ريتشموند فورسون على موقع كووورة